# Церква Різдва Пресвятої Богородиці (Кривчиці)
Церква Різдва Пресвятої Богородиці на Кривчицях (колишній костел Воздвиження Святого Хреста) — культова споруда, православний храм ПЦУ у Львові на вулиці Богданівській, 1 в місцевості Кривчиці. Збудований 1931 року початково як костел Воздвиження Чесного Хреста.

## Історія
Наприкінці XIX століття римо-католики села Кривчиць належали до парафії при костелі святого Антонія на Личакові. Йдучи до храму, щоразу віряни були змушені долати відстань близько 5 км. 1913 року парафії подарували ділянку під будівництво костелу, але з умовою розпочати його того ж року. Умову не було виконано і ділянку повернуто власнику.
1931 року комітет з будівництва костелу в Кривчицях придбав нову ділянку. Проєкт розробив архітектор Вавжинець Дайчак. Однак з невідомих причин не реалізовано. Невідомий архітектор розробив новий проєкт, при цьому за основу взяв план і загальні риси роботи Дайчака. Того ж року будівництво завершили. Фундатором будівництва став колишній військовий капелан Владислав Гризецький. 21 вересня 1931 року храм освячено на честь Воздвиження Чесного Хреста. Рішенням Болеслава Твардовського від того ж року храм отримав статус філіального у парафії святого Антонія. 1933 року ксьондз Владислав Дубель звернувся до курії з пропозицією утворити самостійну парафію, до якої мали би відійти також села Лисиничі і Підбірці. Однак до початку Другої світової війни у 1939 році рішення про утворення парафії так і не було прийнято. В радянський час у костелі влаштовано склад. 1990 року передано громаді УАПЦ і наново освячено як церкву Різдва Пресвятої Богородиці. На початку 1990-х років виконано ремонт, дах вежі і сигнатурки замінено цибулястими банями, в інтер'єрах зроблено розписи.

## Архітектура
Храм розташований на східній околиці Львова у місцевості Кривчиці. Розташований на похилій ділянці, з непарного боку вулиці Богданівської, зорієнтований на осі схід-захід із входом із заходу. Головний фасад виходить на вулицю Богданівську. Поруч розміщена невисока двоярусна стінна дзвіниця на чотири дзвони, увінчана трьома маленькими банями. До тильного боку дзвіниці прибудовано невелике господарське приміщення. Храм збудований із цегли, тинькований. У плані однонавовий із дещо нижчим і вужчим від нави презбітерієм і тригранною абсидою. Над входом до нави квадратна у плані двоярусна вежа. З обидвох боків до абсиди примикають прямокутні в плані захристії. У наві над входом влаштовано хори. Стіни нави почленовано тосканськими пілястрами. Храм перекрито трьома пряслами хрестових склепінь, презбітерій — одним пряслом, абсиду — конхою, другий ярус вежі — парусним склепінням. Фасад має низький цоколь і увінчаний профільованим гзимсом. Стіни нави, а також лицьова сторона вежі та грані абсиди зовні укріплені контрфорсами. Усі вікна нави і вежі завершені півциркульно, у захристіях — прямокутні. Проєкт храму з виразними, хоч і спрощеними елементами історизму (неоготики) був доволі архаїчний, як для місцевої сакральної архітектури того часу. Неоготика в даному випадку символізувала приналежність до католицької віри і підкреслювала «польський» характеру храму. 